# Evelyne Okonnek
Evelyne Okonnek (* in Bietigheim) ist eine deutsche Fantasyautorin.
Ihr erstes Buch Die Tochter der Schlange, das 2006 während einer einjährigen Arbeitspause erschien, wurde mit dem Wolfgang-Hohlbein-Preis desselben Jahres ausgezeichnet und ist daher auch in Wolfgang Hohlbeins Reihe Meister der Fantasy erschienen. Sie wuchs im Bietigheim auf, studierte Germanistik und Spanisch an der Eberhard Karls Universität Tübingen und arbeitete für eine Stuttgarter Werbeagentur. Heute lebt sie in Nehren bei Tübingen. Neben den schriftstellerischen Tätigkeiten malt sie und spielt Theater.

## Bibliografie
- Die Tochter der Schlange (Ueberreuter) ISBN 3-8000-5221-0 – erschienen: Januar 2006
- Das Rätsel der Drachen (Ueberreuter) ISBN 3-8000-5322-5 – erschienen: März 2007
- Die Flammen der Dunkelheit (Ueberreuter) ISBN 978-3-8000-9509-4 erschienen: Januar 2010